# Igelstorp
Igelstorp är en tätort i Skövde kommun i Västra Götalands län. Orten är belägen öster om Skövde invid riksväg 49.
I den nordöstra delen av tätorten ligger kyrkbyn i Sventorps socken, Sventorp med sockenkyrkan Sventorps kyrka. Igelstorps villaområden byggdes upp under 1960-2000-talen. Invånarantalet har under denna tid ökat. Igelstorps IK är en stor idrottsförening på orten. Sventorp-Forsby hembygdsförening har sin hembygdsgård Montörsgården i östra Sventorp. Igelstorp är en förort till Skövde belägen mellan Skövde och Tibro.
Igelstorp hade tidigare en järnvägsstation på Karlsborgsbanan som öppnade för trafik år 1876. Stationshuset revs år 1984 och 1986 lades persontrafiken på järnvägen ner.

## Befolkningsutveckling
| Befolkningsutvecklingen i Igelstorp 1960–2020                     | Befolkningsutvecklingen i Igelstorp 1960–2020 | Befolkningsutvecklingen i Igelstorp 1960–2020 | Befolkningsutvecklingen i Igelstorp 1960–2020 | Befolkningsutvecklingen i Igelstorp 1960–2020 |
| ----------------------------------------------------------------- | --------------------------------------------- | --------------------------------------------- | --------------------------------------------- | --------------------------------------------- |
|                                                                   |                                               |                                               |                                               |                                               |
| År                                                                |                                               |                                               | Folkmängd                                     | Areal (ha)                                    |
| 1960                                                              | 1960                                          |                                               | 155                                           | ¤                                             |
| 1965                                                              | 1965                                          |                                               | 430                                           |                                               |
| 1970                                                              | 1970                                          |                                               | 533                                           |                                               |
| 1975                                                              | 1975                                          |                                               | 693                                           |                                               |
| 1980                                                              | 1980                                          |                                               | 678                                           |                                               |
| 1990                                                              | 1990                                          |                                               | 641                                           | 61                                            |
| 1995                                                              | 1995                                          |                                               | 709                                           | 65                                            |
| 2000                                                              | 2000                                          |                                               | 653                                           | 66                                            |
| 2005                                                              | 2005                                          |                                               | 654                                           | 66                                            |
| 2010                                                              | 2010                                          |                                               | 677                                           | 66                                            |
| 2015                                                              | 2015                                          |                                               | 648                                           | 75                                            |
| 2020                                                              | 2020                                          |                                               | 666                                           | 77                                            |
| Anm.: Ny tätort 1965 ¤ Som tätortsbebyggelse med 150-199 invånare |                                               |                                               |                                               |                                               |